# Emmett Wilson

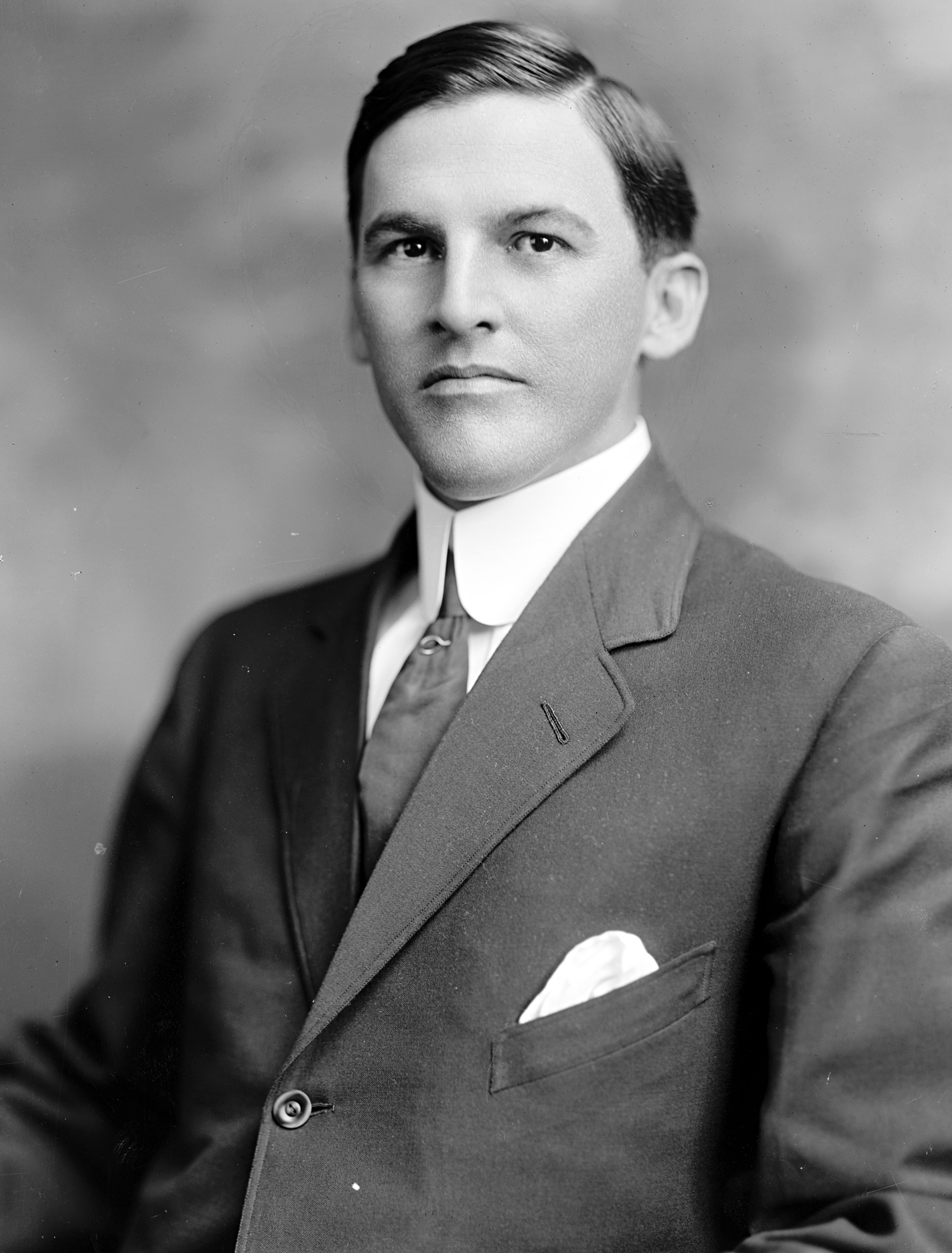
Emmett Wilson

Emmett Wilson (* 17. September 1882 in Belize, Britisch-Honduras; † 29. Mai 1918 in Pensacola, Florida) war ein US-amerikanischer Politiker. Zwischen 1913 und 1917 vertrat er den Bundesstaat Florida im US-Repräsentantenhaus.

## Werdegang
Noch in seiner Kindheit zog Wilson mit seinen Eltern nach Chipley in Florida, wo er die öffentlichen Schulen besuchte. Danach studierte er am Florida State College in Tallahassee. Nach dem Ende seines Studiums wurde er bei der Eisenbahn im Telegraphendienst angestellt. Später arbeitete er als Stenograph. Nach einem anschließenden Jurastudium an der Stetson University in DeLand und seiner im Jahr 1904 erfolgten Zulassung als Rechtsanwalt begann er in Marianna in seinem neuen Beruf zu arbeiten. Im Jahr 1906 verlegte er seinen Wohnsitz und seine Kanzlei nach Pensacola. Zwischen 1907 und 1909 war er zunächst stellvertretender und danach hauptverantwortlicher Bundesstaatsanwalt für den nördlichen Distrikt von Florida; von 1911 bis 1913 fungierte er als Staatsanwalt im ersten Gerichtsbezirk von Florida.
Politisch war Wilson Mitglied der Demokratischen Partei. Bei den Kongresswahlen des Jahres 1912 wurde er im dritten Wahlbezirk von Florida in das US-Repräsentantenhaus in Washington, D.C. gewählt, wo er am 4. März 1913 die Nachfolge von Dannite H. Mays antrat. Nach einer Wiederwahl im Jahr 1915 konnte er bis zum 3. März 1917 zwei Legislaturperioden im Kongress absolvieren. In dieser Zeit wurden dort der 16. und der 17. Verfassungszusatz verabschiedet.
Im Jahr 1916 wurde Emmett Wilson von seiner Partei nicht mehr zur Wiederwahl nominiert. Nach seinem Ausscheiden aus dem US-Repräsentantenhaus arbeitete er wieder als Anwalt in Pensacola. Dort ist er am 29. Mai 1918 verstorben.